# Mestia (gmina)
Gmina Mestia (gruz. მესტიის მუნიციპალიტეტი) – jednostka administracyjna należąca do Megrelii-Górnej Swanetii w Gruzji. Siedzibą gminy jest miasto Mestia. 

## Położenie
Gmina położona jest w północnej części regionu Megrelia-Górna Swanetia, a jednocześnie w północnej części Gruzji. 

## Ludność
Na podstawie danych statystycznych z 2024 roku gminę Mestia zamieszkiwało 9 200 osób. 